# 慈悲あまねく御方 (クルアーン)
『慈悲あまねく御方』(アラビア語: سورة الرحمن、アッ・ラハマーン)とは、クルアーンにおける第55番目の章（スーラ）。78の節（アーヤ）から成る。

## 啓示の時期
啓示時期について複数の説がある。主な日本語訳でも、大川訳、井筒訳ではメッカ啓示、藤本訳ではメディナ啓示としている。

## 章名
سورة الرحمن （アッ・ラハマーン）は、大川訳では「大悲者章」、井筒訳では「お情け深い御神」、藤本らの訳では「慈悲深いお方の章」、日本ムスリム情報事務所では「慈悲あまねく御方」となっている。

## 内容
冒頭の「慈悲あまねく御方が」に因んでこの題名が採られている。啓示の真実性と審判の日について繰り返し述べられる。
「慈悲あまねく御方」による創造と審判と楽園が語られる。その一区切りごとに「それであなたがたは，主の恩恵のどれを嘘と言うのか」という問いかけがなされる。この「それであなたがたは，主の恩恵のどれを嘘と言うのか」という言葉はこの章全体で31回繰り返される。

## アラビア語による『慈悲あまねく御方』全文
- アル・クルアーン第55章 『سورة الواقعة（慈悲あまねく御方）』